# Pavel Aretin z Ehrenfeldu

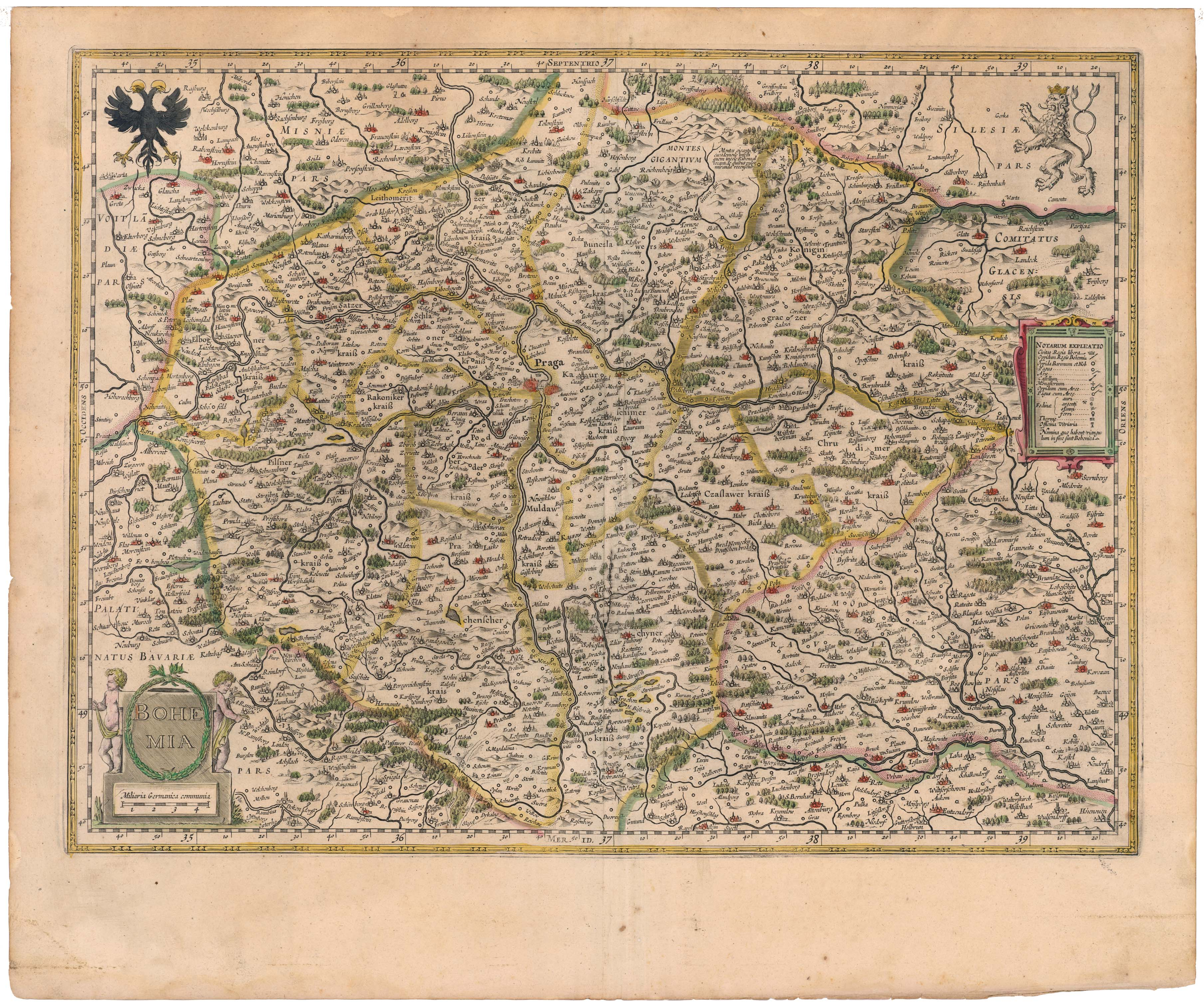
Přepracovaná Aretinova mapa Čech, vydaná v roce 1645 nizozemskými vydavateli Blaeuy

Pavel Aretin z Ehrenfeldu (okolo 1570 Uherský Brod – po roce 1642) byl kartograf, autor mapy Čech Regni Bohemia nova et exacta descriptio (Nový a přesný popis Království českého).

## Život
V letech 1600–1608 působil jako mladší písař v Klatovech, následně jako písař pražského Starého Města a v letech 1609–1612 byl sekretářem Petra Voka z Rožmberka. U Rožmberka zřejmě získal zeměměřičské znalosti. Po smrti patrona se vrátil do Prahy, kde si koupil dům. V roce 1615 se stal erbovním měšťanem (s přídomkem z Ehrenfeldu). Po vypuknutí českého stavovského povstání se přidal na stranu povstalců a stal se sekretářem apelací v české kanceláři. Za účast na povstání byl v roce 1624 pokutován, o tři roky později odešel z Čech do Pirny – tehdejšího útočiště exulantů. Dočasně se do Čech vrátil za saského vpádu, poté je jeho putování nejasné. V roce 1642 se obrátil na městskou radu v Gdaňsku s žádostí o učitelské místo. Místo a datum úmrtí tohoto bratrského exulanta není známo. 
Mapa Čech, kterou  dokončil během stavovského povstání, byla poprvé vydána v roce 1619, druhé vydání z roku 1632 bylo ještě autorem opraveno a používáno v třicetileté válce. Jedná se o velmi kvalitní dílo, které se dočkalo několika vydání, aktivně se používalo až do roku 1720, poté sloužilo jako základ k tvorbě nových map. Mapa obsahuje politické dělení Čech na kraje a na okrajích je šest párů osob podle postavení v dobovém oblečení.